# WrestleMania 37
WrestleMania 37 là sự kiện phát trực tiếp và trả tiền cho mỗi lần xem đấu vật chuyên nghiệp WrestleMania hàng năm lần thứ 37 do WWE sản xuất. Nó được tổ chức cho các đô vật từ các bộ phận thương hiệu Raw và SmackDown. Sự kiện diễn ra trong hai đêm vào ngày 10 và 11 tháng 4 năm 2021, tại Sân vận động Raymond James ở Tampa, Florida. Sau sự hợp nhất của WWE Network với Peacock tại Hoa Kỳ vào tháng 3 năm 2021, WrestleMania 37 trở thành sự kiện WWE lớn đầu tiên mà người đăng ký ở Hoa Kỳ chỉ có thể xem trực tiếp sự kiện qua Peacock. WWE Hall of Famers Hulk Hogan và Titus O'Neil là người tổ chức sự kiện.
Sự kiện ban đầu dự kiến diễn ra vào ngày 28 tháng 3 năm 2021, tại Sân vận động SoFi ở Inglewood, California.; tuy nhiên, do các hạn chế của Covid-19 ở California, WWE đã lên lịch lại và chuyển sự kiện đến Sân vận động Raymond James ở Tampa, đây là địa điểm được lên kế hoạch ban đầu cho WrestleMania 36 trước khi đại dịch Covid-19 buộc sự kiện phải di dời và tổ chức đóng kín tại WWE Performance Center ở Orlando, Florida vào tháng 8 năm 2020, Florida đã nới lỏng các hạn chế về Covid-19. Do đó, sự kiện đánh dấu lần đầu tiên WWE bán vé cho người hâm mộ tham dự một sự kiện trong đại dịch Covid-19, mặc dù với số lượng có hạn; sự kiện WWE cuối cùng có người hâm mộ bán vé là NXT vào ngày 11 tháng 3 năm 2020, ngay trước khi các hạn chế liên quan đến đại dịch có hiệu lực. Với sức chứa hạn chế, WWE tuyên bố đã bán hết số vé có sẵn và có 25.675 khán giả tham dự mỗi đêm, tổng cộng là 51.350 người; tuy nhiên, điều này đã bị tranh cãi, với số lượng vé thực tế đã bán và số lượng người tham dự thực tế thấp hơn khoảng 20% so với con số mà WWE đã công bố cho cả hai đêm.
14 trận đấu được chia đều cho hai đêm và không giống như những năm trước, không có trận đấu nào diễn ra trong buổi Kickoff của cả hai đêm. Trong trận đấu tâm điểm của Đêm 1, Bianca Belair đã đánh bại Sasha Banks để giành chức vô địch SmackDown Women's Championship. Đây là lần đầu tiên hai người Mỹ gốc Phi đứng đầu WrestleMania, cũng như lần thứ hai người phụ nữ đứng đầu sự kiện sau WrestleMania 35. Các trận đấu nổi bật khác chứng kiến ca sĩ Bad Bunny và Damian Priest đánh bại The Miz và John Morrison, và trong trận mở màn Bobby Lashley đã đánh bại Drew McIntyre bằng đòn kỹ thuật để giữ đai WWE Championship. Trong trận đấu tâm điểm của Đêm 2, Roman Reigns đã đánh bại Daniel Bryan và Edge trong trận đấu triple threat để giữ lại chức vô địch Universal Championship. Trong một trận đấu nổi bật khác, Rhea Ripley đã đánh bại Asuka để giành chức vô địch Raw Women's Championship. Natalya và Tamina trở thành những người phụ nữ đầu tiên tại sự kiện này từng thi đấu hai trận riêng biệt tại một WrestleMania duy nhất.
Đây là sự kiện WrestleMania đầu tiên kể từ năm 2002 không có sự góp mặt của John Cena; lần đầu tiên kể từ năm 2012 không có Brock Lesnar; và lần đầu tiên kể từ năm 1988 không có Shawn Michaels, The Undertaker hoặc Triple H làm đối thủ cạnh tranh trên sàn đấu (mặc dù Triple H, với tư cách là giám đốc điều hành ngoài đời thực của công ty, đã xuất hiện vào đầu Đêm 1 để chào đón người hâm mộ trở lại). Đây cũng là WrestleMania đầu tiên kể từ năm 2010 có sự góp mặt của Chủ tịch kiêm Giám đốc điều hành WWE Vince McMahon trên màn ảnh, khi ông mở đầu sự kiện để chào đón người hâm mộ quay trở lại WrestleMania và tham dự sự kiện WWE trực tiếp đầu tiên của họ sau hơn một năm.

## Chuẩn bị

### Tổ chức
WrestleMania là sự kiện phát trực tiếp và trả tiền theo lượt xem (PPV) hàng đầu của WWE, lần đầu tiên được tổ chức vào năm 1985. Đây là PPV đầu tiên của công ty được sản xuất và cũng là sự kiện lớn đầu tiên của công ty có sẵn thông qua phát trực tiếp khi WWE bắt đầu sử dụng kênh phát sóng đó vào năm 2014. Đây là sự kiện đấu vật chuyên nghiệp kéo dài nhất trong lịch sử và được tổ chức hàng năm từ giữa tháng Ba đến giữa tháng Tư. Đây là sự kiện đầu tiên trong số bốn lần trả tiền cho mỗi lần xem ban đầu của WWE, bao gồm Royal Rumble, SummerSlam và Survivor Series, được gọi là "Big Four". WrestleMania được Forbes xếp hạng thương hiệu thể thao có giá trị thứ sáu trên thế giới và được mô tả là Super Bowl của giải trí thể thao. WrestleMania 37 giới thiệu các đô vật từ các bộ phận thương hiệu Raw và SmackDown — không giống như WrestleMania 36, nó không có thương hiệu NXT. "Save Your Tears" của The Weeknd, "Head Up High" của Fitz và "All The Gold" của def Rebel là những bài hát chủ đề chính thức của sự kiện. WWE Hall of Famers Hulk Hogan và Titus O'Neil là người tổ chức sự kiện.

### Tác động của đại dịch COVID-19
Do tác động của đại dịch COVID-19, WWE đã tạm dừng các tour biểu diễn vào giữa tháng 3 năm 2020 và chuyển các chương trình phát sóng hàng tuần cho các thương hiệu Raw và SmackDown, cũng như trả tiền theo lượt xem, sang cơ sở đào tạo WWE Performance Center của họ ở Orlando, Florida, không có khán giả bên ngoài và chỉ có những nhân viên thiết yếu có mặt. Trong đó bao gồm WrestleMania 36, là sự kiện trả tiền cho mỗi lượt xem đầu tiên bị ảnh hưởng bởi đại dịch. NXT tiếp tục phát sóng từ Đại học Full Sail ở Winter Park, Florida, nhưng với những hạn chế tương tự. Vào cuối tháng 8, WWE đã chuyển chương trình của mình cho Raw và SmackDown đến Amway Center của Orlando trong một bong bóng an toàn khép kín có tên là WWE ThunderDome và hiển thị khán giả ảo trên màn hình LED xung quanh sàn đấu, nhưng vẫn không có khán giả bên ngoài. Vào tháng 10, NXT chuyển đến Performance Center trong một cơ sở tương tự có tên là Capitol Wrestling Center (bao gồm một lượng nhỏ khán giả trực tiếp), trong khi vào tháng 12, ThunderDome chuyển đến Sân vận động Tropicana ở St. Petersburg, Florida.
Ngày 16 tháng 1 năm 2021, WWE thông báo rằng WrestleMania 37 sẽ diễn ra tại Sân vận động Raymond James ở Tampa, và giống như WrestleMania 36, sẽ là một sự kiện kéo dài hai đêm, được tổ chức vào ngày 10 và 11 tháng 4 năm 2021. WWE cũng xác nhận rằng Sân vận động SoFi sẽ thay thế tổ chức WrestleMania 39 vào năm 2023, vì WrestleMania 38 năm 2022 đã được lên lịch tại Sân vận động AT&T ở Arlington, Texas. Thị trưởng Tampa Jane Castor tuyên bố rằng sự kiện này sẽ "theo đúng phong cách WWE, một câu chuyện trở lại hoàn hảo và đánh dấu một dấu hiệu rõ ràng rằng thành phố xinh đẹp của chúng ta đã sẵn sàng phục hồi mạnh mẽ hơn bao giờ hết." Thị trưởng Inglewood James T. Butts Jr. hoan nghênh quyết định của WWE cho phép Tampa "có khoảnh khắc WrestleMania chính đáng của họ". Trong một cuộc phỏng vấn với TMZ Sports vào ngày 19 tháng 1, Giám đốc thương hiệu của WWE, Stephanie McMahon khẳng định kế hoạch của WWE là mời người hâm mộ trực tiếp tham dự WrestleMania 37, nói rằng "hy vọng, đây sẽ là cơ hội đầu tiên để chúng tôi có người hâm mộ tham dự trở lại". Cô ấy cũng nói rằng họ sẽ theo dõi cách NFL xử lý việc tổ chức Super Bowl để tìm hiểu về mặt logic những gì hiệu quả và không hiệu quả.
Đại dịch Covid-19 cũng dẫn đến sự vắng mặt của John Cena, người mặc dù đã tập trung nhiều vào sự nghiệp diễn xuất của mình từ năm 2016, nhưng anh ấy đã đấu vật hoặc xuất hiện tại mọi WrestleMania kể từ WrestleMania XIX năm 2003. Cena đã được báo cáo là sẽ tham dự trận đấu  hoặc ít nhất là xuất hiện tại WrestleMania 37, nhưng do lịch quay của anh ấy cho HBO Max series Peacemaker đang quay ở Canada, nên về mặt hậu cần, anh ấy không thể đến Florida, vì khi trở về từ Canada, anh ấy sẽ phải cách ly trong hai tuần và sẽ ngừng sản xuất loạt phim này. Hai tên tuổi lớn khác vắng mặt tại sự kiện là Brock Lesnar và Goldberg. Lesnar xuất hiện lần cuối tại WrestleMania 36 và hợp đồng của anh ấy hết hạn vào tháng 8 năm 2020, và mặc dù người ta tin rằng WWE sẽ cố gắng thương lượng một thỏa thuận mới cho Lesnar, nhưng không có kế hoạch nào để anh ấy xuất hiện tại WrestleMania 37 trước tháng 2 năm 2021. Goldberg, người vẫn có thêm một trận đấu trong hợp đồng của anh ấy trong năm, và đã được thảo luận ngắn gọn để tham dự tại sự kiện này, nhưng đến tháng Hai, anh ấy cuối cùng đã bị loại khỏi mọi kế hoạch.

### Phát sóng
WrestleMania 37 đã có trên hình thức trả tiền cho mỗi lần xem truyền thống. Ngoài ra, vào ngày 25 tháng 1 năm 2021, WWE đã thông báo rằng dịch vụ phát trực tuyến Peacock sẽ trở thành nhà phân phối độc quyền của WWE Netwwork tại Hoa Kỳ như một phần của thỏa thuận mới với NBCUniversal, phát sóng Monday Night Raw và NXT trên USA Network. Vào ngày 18 tháng 3, WWE Network đã trở thành một kênh cao cấp trên Peacock, với những người đăng ký dịch vụ cao cấp sẽ nhận được quyền truy cập vào WWE Network mà không phải trả thêm phí. WrestleMania 37 là WrestleMania đầu tiên được sản xuất theo thỏa thuận mới này. Sau một thời gian chuyển tiếp ngắn ngủi, phiên bản độc lập của WWE Network ở Hoa Kỳ đã ngừng hoạt động vào ngày 4 tháng 4, với các sự kiện trong tương lai chỉ có sẵn qua kênh WWE Network của Peacock và PPV truyền thống. Những thay đổi này không ảnh hưởng đến WWE Network bên ngoài Hoa Kỳ, nơi duy trì dịch vụ độc lập do WWE và các đối tác hiện có của nó phân phối. Sau sự kiện này, WWE tuyên bố rằng WrestleMania 37 là sự kiện trực tiếp được xem nhiều nhất của Peacock cho đến nay, mặc dù họ không nói rõ con số chính xác.

### Các sự kiện Tuần lễ WrestleMania khác
Là một phần của lễ hội WrestleMania trong tuần diễn ra sự kiện, WWE đã tổ chức một số sự kiện trong suốt cả tuần. WrestleMania 37 Week bắt đầu với tập Raw ngày 5 tháng 4. Lễ trao giải WWE Hall of Fame năm 2021 sau đó được phát sóng vào đêm hôm sau, ngày 6 tháng 4. Thương hiệu NXT của WWE đã tổ chức sự kiện lớn của họ, NXT TakeOver: Stand & Deliver, vào ngày 7 và 8 tháng 4, trong khi một tập đặc biệt của NXT UK có tên "Prelude" cũng được phát sóng vào giữa trưa vào ngày 8 tháng 4. Vào ngày 9 tháng 4, đêm trước WrestleMania 37 Đêm 1, WWE đã phát sóng "WrestleMania Edition" đặc biệt của SmackDown. Tập phim có trận André the Giant Memorial Battle Royal, chiến thắng cho Jey Uso và trước đó được tổ chức tại chính WrestleMania (ngoại trừ WrestleMania 36, trận đấu đã bị hủy do lo ngại về đại dịch). Chức vô địch SmackDown Tag Team Championship cũng đã được bảo vệ trong tập này trong trận đấu fatal four-way mà Dolph Ziggler và Robert Roode đã giữ lại. Sáng sớm ngày 11 tháng 4, Peacock và WWE Network đã công chiếu tập mới của Stone Cold Steve Austin's Broken Skull Sessions, trong đó có Chris Jericho của AEW lần đầu tiên xuất hiện trên chương trình WWE sau gần ba năm. Tuần lễ bị giới hạn bởi Raw sau WrestleMania vào thứ Hai ngày 12 tháng 4, và cuối cùng, NXT bắt đầu phát sóng vào khung giờ mới tối thứ Ba.

### Sự tham gia của các nhân vật nổi tiếng
Theo truyền thống tại WrestleMania, những người nổi tiếng trong lĩnh vực giải trí đã tham gia sự kiện này với nhiều tư cách khác nhau. Ca sĩ nhạc pop Bebe Rexha đã biểu diễn "America the Beautiful" trong buổi biểu diễn Đêm 1, trong khi ca sĩ nhạc đồng quê Ashland Craft cũng biểu diễn tương tự Đêm 2. Hai người nổi tiếng đã trực tiếp tham gia vào các trận đấu tại sự kiện. Rapper Bad Bunny tham dự trong trận đấu đồng đội, kết hợp với Damian Priest đấu với The Miz và John Morrison trong Đêm 1, trong khi nhân vật YouTube, diễn viên và võ sĩ quyền anh Logan Paul là khách mời của Sami Zayn trong trận đấu với Kevin Owens trong Đêm 2. Ngoài ra, hai nghệ sĩ âm nhạc đã biểu diễn chủ đề đầu vào cho phần đầu của các đô vật trực tiếp vào Đêm 2. Ca sĩ Ash Costello từ ban nhạc rock New Year's Day đã trình diễn bài nhạc chủ đề của Rhea Ripley, "Brutality," khi Rhea Ripley tham dự trận tranh đai Raw Women's Championship của cô ấy với nhà vô địch Asuka, trong khi rapper Wale cũng làm điều tương tự với Big E và bài nhạc chủ đề của anh ấy là "Feel The Power" để bảo vệ chức vô địch Intercontinental Championship trước Apollo Crews.

## Sự kiện

### Đêm 1
| Vai trò                          | Tên                                         |
| -------------------------------- | ------------------------------------------- |
| Người dẫn sự kiện                | Hulk Hogan                                  |
| Người dẫn sự kiện                | Titus O'Neil                                |
| Bình luận viên tiếng Anh         | Michael Cole (tất cả các trận)              |
| Bình luận viên tiếng Anh         | Corey Graves (SmackDown)                    |
| Bình luận viên tiếng Anh         | Samoa Joe (Raw)                             |
| Bình luận viên tiếng Anh         | Byron Saxton (Raw)                          |
| Bình luận viên tiếng Anh         | Jerry Lawler (Trận đấu Steel cage)          |
| Bình luận viên tiếng Anh         | Booker T (Bunny & Priest vs Miz & Morrison) |
| Bình luận viên tiếng Tây Ban Nha | Carlos Cabrera                              |
| Bình luận viên tiếng Tây Ban Nha | Marcelo Rodriguez                           |
| Thông báo viên sàn đấu           | Greg Hamilton (SmackDown)                   |
| Thông báo viên sàn đấu           | Mike Rome (Raw)                             |
| Trọng tài                        | Danilo Anfibio                              |
| Trọng tài                        | Shawn Bennett                               |
| Trọng tài                        | John Cone                                   |
| Trọng tài                        | Dan Engler                                  |
| Trọng tài                        | Eddie Orengo                                |
| Trọng tài                        | Chad Patton                                 |
| Trọng tài                        | Ryan Tran                                   |
| Người phỏng vấn                  | Kayla Braxton                               |
| Người phỏng vấn                  | Sarah Schreiber                             |
| Người phỏng vấn                  | Kevin Patrick                               |
| Người điều khiển trước trận đấu  | Kayla Braxton (host)                        |
| Người điều khiển trước trận đấu  | Jerry Lawler                                |
| Người điều khiển trước trận đấu  | Booker T                                    |
| Người điều khiển trước trận đấu  | John "Bradshaw" Layfield                    |
| Người điều khiển trước trận đấu  | Peter Rosenberg                             |
| Người điều khiển trước trận đấu  | Sonya Deville (khách mời)                   |

#### Các trận đấu sơ bộ
Sự kiện mở đầu với chủ tịch kiêm giám đốc điều hành WWE Vince McMahon chào đón những người hâm mộ tham dự trở lại WrestleMania và trở lại một sự kiện WWE sau hơn một năm. Tiếp theo là Bebe Rexha biểu diễn "America the Beautiful". Ngay sau đó, sự kiện đã bị tạm dừng trong hơn 30 phút do thời tiết khắc nghiệt, đánh dấu lần đầu tiên sự kiện bị trì hoãn do thời tiết trong lịch sử WrestleMania. Trong thời gian này, nhiều đô vật đã được phỏng vấn về các trận đấu tương ứng của họ. Sự kiện cuối cùng đã được tiếp tục với những người dẫn chương trình Hulk Hogan và Titus O'Neil xuất hiện để kích động đám đông.
Bobby Lashley (đi với với MVP) bảo vệ đai WWE Championship trước Drew McIntyre. Trong trận đấu, Lashley đã thực hiện một cú đánh thẳng vào McIntyre. McIntyre đã thực hiện cú Alabama Slam ngược trên Lashley. Lashley thực hiện cú spinebuster khác trên McIntyre. McIntyre đã thực hiện cú belly-to-belly suplex và ba cú Future Shock DDT liên tiếp trên Lashley để chuẩn bị hạ gục. Khi McIntyre cố gắng thực hiện cú đá Claymore, MVP đã đưa Lashley ra ngoài sàn đấu, chỉ để McIntyre nhảy qua sợi dây thừng trên cùng để hạ gục cả hai người đàn ông. Vào bên trong sàn đấu, McIntyre áp dụng đòn khóa kimura, nhưng Lashley đã vượt qua được dây thừng để trốn thoát. Trong những khoảnh khắc kết thúc, McIntyre thực hiện cú Glasgow Kiss với Lashley và cố gắng thực hiện cú đá Claymore, nhưng MVP đã đánh lạc hướng McIntyre, cho phép Lashley tránh di chuyển và áp dụng khóa Hurt Lock. McIntyre đã có thể giảm bớt sự điều động trong giây lát bằng cách đá vào những sợi dây, nhưng Lashley vẫn áp dụng thế giữ đối với McIntyre, người đã bất tỉnh, do đó Lashley đã giữ được danh hiệu bằng đòn kỹ thuật.
Trận đấu Tag Team Turmoil diễn ra trong đó những người chiến thắng sẽ đối mặt với Nia Jax và Shayna Baszler để tranh đai WWE Women's Tag Team Championship vào Đêm 2. Đội của Lana và Naomi, và đội của Billie Kay và Carmella bắt đầu trận đấu. Kay và Carmella đã phối hợp cùng nhau, loại Lana và Naomi bằng một pha hỗ trợ hạ gục Naomi. The Riott Squad (Liv Morgan và Ruby Riott) bước vào tiếp theo. The Riott Squad nhanh chóng loại Kay và Carmella bằng sự kết hợp cú Gutbuster/Back Stomp lên Kay. Dana Brooke và Mandy Rose vào tiếp theo. Brooke và Rose bị loại sau khi Morgan ghim Brooke bên trong cái nôi. Đội cuối cùng bước vào là Natalya và Tamina. Cuối cùng, Tamina đã thực hiện cú Superfly Splash vào Riott để giành chiến thắng trong trận đấu, qua đó giành chức vô địch vào Đêm 2.
Cesaro đối mặt với Seth Rollins. Khi Rollins thực hiện cú The Stomp, Cesaro phản công bằng cú  Cesaro Swing và đòn khóa The Sharpshooter, tuy nhiên Rollins đã phản công. Cesaro đã thực hiện cú Neutralizer trên Rollins. Khi Cesaro cố gắng thử cú Neutralizer khác, Rollins đã phản công và tung cú Pedigree để chuẩn bị hạ gục. Khi Rollins thực hiện cú Stomp khác, Cesaro đã bắt được Rollins ở giữa không trung bằng một cú húc đầu. Cesaro sau đó xoay Rollins bằng UFO và Cesaro Swing trước khi thực hiện Neutralizer thứ hai lên Rollins để giành chiến thắng.
The New Day (Kofi Kingston và Xavier Woods), những người được giới thiệu bởi cựu thành viên Big E, bảo vệ chức vô địch Raw Tag Team Championship trước AJ Styles và Omos, đây là trận ra mắt trên sàn đấu của Omos sau khi làm vệ sĩ cho Styles trong vài tháng . Ngay từ đầu trận đấu, Kingston và Woods đã vô hiệu hóa Styles để ngăn anh ta đổi đồng đội cho Omos. Styles cuối cùng đổi đồng đội cho Omos, người đã thống trị Kingston và Woods. Cuối cùng, Styles thực hiện cú Phenomenal Forearm với Woods, và Omos thực hiện cú Powerbomb với Kingston và ghim anh ta bằng một chân để giành danh hiệu. Chiến thắng này đã giúp Styles trở thành Nhà vô địch Triple Crown lần thứ 32 của WWE và Nhà vô địch Grand Slam thứ 22, đồng thời là đô vật duy nhất giành được Grand Slam trong cả WWE và Total Nonstop Action Wrestling (nay được gọi là Impact Wrestling).
Braun Strowman đối mặt với Shane McMahon trong trận đấu Steel Cage. Trước khi Strowman vào lồng, Elias và Jaxson Ryker đã dùng ghế sắt tấn công vào chân Strowman. McMahon lấy được chiếc ghế sắt và liên tục dùng nó tấn công Strowman khi trận đấu bắt đầu. McMahon đã biểu diễn cú Coast to Coast trên Strowman. Elias và Ryker cố gắng can thiệp một lần nữa, tuy nhiên Strowman đã đánh bật họ ra khỏi lồng. McMahon lấy được một hộp dụng cụ và dùng nó tấn công Strowman. Khi McMahon đang trèo ra khỏi lồng, Strowman đã bắt được anh ta, kéo một bên lồng ra và kéo McMahon vào bên trong lồng. Strowman sau đó ném McMahon ra khỏi lồng. Cuối cùng, Strowman đã thực hiện cú Running Powerslam với McMahon để giành chiến thắng.
Bad Bunny và Damian Priest đối mặt với The Miz và John Morrison. The Miz đã thống trị Bad Bunny để ngăn anh ta đổi đồng đội cho Priest. Bad Bunny cuối cùng đổi đồng đội cho Priest. Bad Bunny và Priest đồng thời thực hiện cú Falcon Arrow trên Miz và Morrison. Bên ngoài sàn đấu, Bad Bunny biểu diễn cú Crossbody trên Miz và Morrison. Miz đã thực hiện cú Skull Crushing Finale trên Priest đến khi Bad Bunny phá vỡ nỗ lực ghim. Bên ngoài sàn đấu, Bad Bunny đã thực hiện cú Canadian Destroyer trên Morrison. Cuối cùng, Bad Bunny và Priest thực hiện kết hợp cú Electric Chair Drop/Crossbody trên Miz, và Bad Bunny đã ghim Miz để giành chiến thắng.

#### Trận đấu tâm điểm
Sasha Banks bảo vệ chức vô địch SmackDown Women's Championship trước Bianca Belair. Đây cũng là lần đầu tiên hai đô vật người Mỹ gốc Phi đối đầu tại WrestleMania. Trong trận đấu, Belair đã cố gắng thực hiện cú 450 Splash vào Banks, nhưng Banks đã nâng đầu gối của cô ấy lên để chặn động tác. Khi Banks áp dụng đòn khóa Bank Statement, Belair đã chạm vào những sợi dây thừng để vô hiệu hóa đòn khóa . Belair cuối cùng đã biểu diễn cú 450 Splash vào Banks. Trong những khoảnh khắc kết thúc, Belair trở nên hung hãn hơn và quất Banks bằng mái tóc đuôi ngựa của cô ấy trước khi thực hiện cú Kiss of Death lên Banks để giành lấy danh hiệu.

### Đêm 2
| Vai trò                          | Tên                                       |
| -------------------------------- | ----------------------------------------- |
| Người dẫn sự kiện                | Hulk Hogan                                |
| Người dẫn sự kiện                | Titus O'Neil                              |
| Bình luận viên tiếng Anh         | Michael Cole (tất cả các trận)            |
| Bình luận viên tiếng Anh         | Corey Graves (SmackDown)                  |
| Bình luận viên tiếng Anh         | Samoa Joe (Raw)                           |
| Bình luận viên tiếng Anh         | Byron Saxton (Raw)                        |
| Bình luận viên tiếng Anh         | John "Bradshaw" Layfield (Owens vs. Zayn) |
| Bình luận viên tiếng Tây Ban Nha | Carlos Cabrera                            |
| Bình luận viên tiếng Tây Ban Nha | Marcelo Rodriguez                         |
| Thông báo viên sàn đấu           | Greg Hamilton (SmackDown)                 |
| Thông báo viên sàn đấu           | Mike Rome (Raw)                           |
| Trọng tài                        | Jason Ayers                               |
| Trọng tài                        | Shawn Bennett                             |
| Trọng tài                        | Jessika Carr                              |
| Trọng tài                        | John Cone                                 |
| Trọng tài                        | Darrick Moore                             |
| Trọng tài                        | Charles Robinson                          |
| Trọng tài                        | Rod Zapata                                |
| Người phỏng vấn                  | Kayla Braxton                             |
| Người phỏng vấn                  | Sarah Schreiber                           |
| Người phỏng vấn                  | Kevin Patrick                             |
| Người điều khiển trước trận đấu  | Kayla Braxton (host)                      |
| Người điều khiển trước trận đấu  | Jerry Lawler                              |
| Người điều khiển trước trận đấu  | Booker T                                  |
| Người điều khiển trước trận đấu  | John "Bradshaw" Layfield                  |
| Người điều khiển trước trận đấu  | Peter Rosenberg                           |
| Người điều khiển trước trận đấu  | Sonya Deville (khách mời)                 |

#### Các trận đấu sơ bộ
Sự kiện bắt đầu với Ashland Craft biểu diễn "America the Beautiful". Người dẫn chương trình Hulk Hogan và Titus O'Neil xuất hiện trong trang phục cướp biển để kích động đám đông.
Randy Orton đối mặt với The Fiend. Trước khi The Fiend xuất hiện, một đoạn video ngắn đã được chiếu trong đó The Fiend được chữa lành và trở lại trang phục Fiend chưa cháy ban đầu của mình, mặc dù với phần trên đã được thay đổi. Sau đó, Alexa Bliss bước ra và xoay tay cầm của jack-in-the-box khổng lồ ở bên cạnh và The Fiend xuất hiện từ hộp. The Fiend nhảy khỏi hộp vào Orton và trận đấu bắt đầu. The Fiend đã áp dụng đòn Mandible Claw hai lần lên Orton, tuy nhiên Orton đã trốn thoát cả hai lần. Khi The Fiend cố gắng tấn công bằng cú Sister Abigail, ngọn lửa bùng lên từ những sợi dây thừng và Bliss, người đang ngồi trên đỉnh jack-in-the-box, đã đánh lạc hướng The Fiend bằng chất lỏng màu đen chảy xuống mặt cô ấy. Điều này cho phép Orton thực hiện cú RKO trên The Fiend để giành chiến thắng. Sau trận đấu, The Fiend nhìn chằm chằm vào Bliss. Sau đó, đèn tắt và khi chúng chiếu sáng, The Fiend và Bliss đã biến mất.
Nia Jax và Shayna Baszler bảo vệ đai WWE Women's Tag Team Championship trước Natalya và Tamina. Tamina đã thực hiện cú Samoan Drop vào Baszler. Jax thực hiện cú Crossbody lên Natalya và Tamina, tuy nhiên cô ấy đã khuỵu xuống một cách vụng về. Khi Tamina cố gắng thực hiện cú Superfly Splash, Jax đã né tránh. Cuối cùng, Natalya đã cố gắng áp dụng đòn khóa Sharpshooter lên Jax mà không biết rằng Baszler đã đổi động đội cho Jax. Baszler sau đó đã áp dụng  đòn khóa Kirifuda Clutch lên Natalya, người đã bất tỉnh, để giữ lại danh hiệu bằng đòn khóa kỹ thuật.
Sami Zayn đối mặt với Kevin Owens với Logan Paul ở bên cạnh Zayn. Owens ngay lập tức thực hiện cú Pop-Up Powerbomb trên Zayn. Zayn biểu diễn cú Brainbuster to Owens trên tạp dề sàn đấu. Zayn đã thực hiện cú Blue Thunder Bomb trên Owens. Cuối cùng, Owens thực hiện cú Fisherman's Suplex với Zayn ở sợi dây thừng thứ hai. Zayn thực hiện cú Helluva Kick với Owens, và khi Zayn thực hiện cú Helluva Kick khác, Owens đã phản đòn và thực hiện hai cú Superkicks và một cú Stunner lên Zayn để giành chiến thắng. Sau trận đấu, Paul đã cố gắng chúc mừng chiến thắng của Owens khiến Zayn vô cùng tức giận. Zayn sau đó đã có một cuộc hỗn chiến với Paul, người sau đó đã đẩy anh ta vào sàn đấu. Paul sau đó đã giơ tay chào mừng Owens, sau đó Owens tung cú Stunner lên Paul.
Riddle bảo vệ chức vô địch United States Championship trước Sheamus. Cuối cùng, khi Riddle đang thực hiện cú moonsault, Sheamus đã bắt được anh ta giữa không trung bằng cú Brogue Kick, khiến Riddle há miệng ra, cho phép Sheamus ghim Riddle và giành được danh hiệu.
Một quảng cáo được ghi hình trước sau đó được phát sóng cho thấy Triple H nói chuyện với Bad Bunny. Triple H cảm ơn Bad Bunny và chúc mừng anh ấy về màn trình diễn của anh ấy trong Đêm 1. Sau đó, anh ấy nói rằng đã đến lúc Bad Bunny trở lại với sự nghiệp âm nhạc của mình, do đó thông báo về chuyến lưu diễn năm 2022 của Bad Bunny.
Big E bảo vệ chức vô địch Intercontinental Championship trước Apollo Crews trong trận đấu Nigerian Drum Fight, đây là trận đấu Không có rào cản với những chiếc trống châu Phi xung quanh sàn đấu cũng có thể được sử dụng làm vũ khí. Big E và Crews ngay lập tức lấy gậy kiếm đạo và dùng chúng tấn công lẫn nhau. Cuối cùng, khi Crews cố gắng thực hiện cú Frog Splash, Big E đã tránh đường, đẩy Crews qua cái bàn. Big E đã biểu diễn cú Big Ending vào Crews, chỉ dành cho một người đàn ông to lớn bí ẩn (trước đây gọi là Dabba Kato) xuất hiện từ đám đông và thực hiện cú Chokeslam trên Big E, cho phép Crews ghim anh ta và giành được danh hiệu.
Asuka bảo vệ đai Raw Women's Championship trước Rhea Ripley. Cuối cùng, Asuka đã thực hiện cú DDT trên Ripley từ tạp dề xuống sàn của sàn đấu. Trên sàn đấu, Asuka áp dụng đòn khóa Asuka Lock lên Ripley, nhưng Ripley đã trốn thoát được. Ripley sau đó đã thực hiện cú Riptide trên Asuka để giành được danh hiệu.
Người dẫn chương trình Hulk Hogan và Titus O'Neil sau đó bước ra để cảm ơn người hâm mộ. Họ bị gián đoạn bởi Bayley, người nói rằng cô cảm thấy mệt mỏi vì bị các huyền thoại coi thường. Những người được giới thiệu gần đây của WWE Hall of Fame The Bella Twins (Brie Bella và Nikki Bella) sau đó xuất hiện, tấn công Bayley và khiến cô ấy lăn xuống đoạn đường dốc của sân khấu.

#### Trận đấu tâm điểm
Roman Reigns (cùng với Paul Heyman và Jey Uso) bảo vệ chức vô địch Universal Championship trước Edge và Daniel Bryan. Trong trận đấu, Jey đã can thiệp và tấn công cả Edge và Bryan bằng những cú superkick. Edge sau đó thực hiện cú Edgecution lên Jey trên các bậc thang thép, hạ gục Jey trong phần lớn thời gian của trận đấu. Bryan thực hiện động tác running knee trên Edge. Edge khóa Reigns bằng cú crossface và Bryan đồng thời khóa Reigns bằng đòn Yes! Lock. Cả Edge và Bryan đều phá vỡ đòn khóa của nhau bằng cách húc đầu vào nhau. Edge thực hiện cú spear vào Reigns, chỉ để Bryan kéo trọng tài ra khỏi sàn đấu. Edge lấy được những chiếc ghế sắt và thực hiện Con-Chair-To trên Bryan. Trong giây phút kết thúc, Jey quay lại và tấn công Edge. Sau khi Edge thực hiện cú spear vào Jey, Reigns đã chặn Edge bằng cú spear. Reigns sau đó thực hiện Con-Chair-To on Edge và sau đó đặt Edge lên người Bryan và ghim cả hai cùng lúc để giữ đai, đồng thời trở thành kẻ phản diện thứ năm và cũng là cuối cùng cho đến nay để giành chiến thắng trong trận đấu tâm điểm của WrestleMania.

## Kết quả

### Đêm 1
| #                                           | Kết quả                                                                                      | Thể loại | Thời gian |
| ------------------------------------------- | -------------------------------------------------------------------------------------------- | --- | --------- |
| 1                                           | Bobby Lashley (c) (đi với MVP) đánh bại Drew McIntyre bằng đòn kỹ thuật                      | Trận đấu đơn tranh đai WWE Championship                                                                                      | 18:20     |
| 2                                           | Natalya và Tamina chiến thắng khi loại The Riott Squad (Liv Morgan và Ruby Riott)            | Trận đấu đồng đội Turmoil Người chiến thắng giành cơ hội tranh đai vô địch WWE Women's Tag Team Championship match tại Đêm 2 | 14:15     |
| 3                                           | Cesaro đánh bại Seth Rollins bằng đòn kết liễu                                               | Trận đấu đơn | 11:35     |
| 4                                           | AJ Styles và Omos đánh bại The New Day (Kofi Kingston và Xavier Woods) (c) bằng đòn kết liễu | Trận đấu đồng đội tranh đai WWE Raw Tag Team Championship                                                                    | 9:45      |
| 5                                           | Braun Strowman đánh bại Shane McMahon bằng đòn kết liễu                                      | Trận đấu Steel Cage | 11:25     |
| 6                                           | Bad Bunny và Damian Priest đánh bại The Miz và John Morrison bằng đòn kết liễu               | Trận đấu đồng đội | 15:05     |
| 7                                           | Bianca Belair đánh bại Sasha Banks (c) bằng đòn kết liễu                                     | Trận đấu đơn tranh đai WWE SmackDown Women's Championship                                                                    | 17:15     |
| - (c) – chỉ người vô địch bước vào trận đấu |                                                                                              | |           |

### Đêm 2
| #                                           | Kết quả                                                                                          | Thể loại                                                                 | Thời gian |
| ------------------------------------------- | ------------------------------------------------------------------------------------------------ | ------------------------------------------------------------------------ | --------- |
| 1                                           | Randy Orton đánh bại The Fiend (đi với Alexa Bliss) bằng đòn kết liễu                            | Trận đấu đơn                                                             | 5:50      |
| 2                                           | Nia Jax và Shayna Baszler (c) đánh bại Natalya và Tamina bằng đòn kỹ thuật                       | Trận đấu đồng đội tranh đai WWE Women's Tag Team Championship            | 14:20     |
| 3                                           | Kevin Owens đánh bại Sami Zayn (đi với Logan Paul) bằng đòn kết liễu                             | Trận đấu đơn                                                             | 9:20      |
| 4                                           | Sheamus đánh bại Riddle (c) bằng đòn kết liễu                                                    | Trận đấu đơn tranh đai WWE United States Championship                    | 10:51     |
| 5                                           | Apollo Crews đánh bại Big E (c) bằng đòn kết liễu                                                | Trận đấu Nigerian Drum Fight tranh đai WWE Intercontinental Championship | 6:50      |
| 6                                           | Rhea Ripley đánh bại Asuka (c) bằng đòn kết liễu                                                 | Trận đấu đơn tranh đai WWE Raw Women's Championship                      | 13:30     |
| 7                                           | Roman Reigns (c) (đi với Jey Uso và Paul Heyman) đánh bại Edge và Daniel Bryan bằng đòn kết liễu | Trận đấu Triple Threat tranh đai WWE Universal Championship              | 22:40     |
| - (c) – chỉ người vô địch bước vào trận đấu |                                                                                                  |                                                                          |           |

### Trận đấu Tag Team Turmoil
| Vị trí      | Đội                                        | Tham gia | Bị loại bởi                                | Đòn          | Thời gian |
| ----------- | ------------------------------------------ | -------- | ------------------------------------------ | ------------ | --------- |
| 1           | Lana và Naomi                              | 1        | Billie Kay và Carmella                     | Đòn kết liễu | 2:20      |
| 2           | Billie Kay và Carmella                     | 2        | The Riott Squad (Liv Morgan và Ruby Riott) | Đòn kết liễu | 4:55      |
| 3           | Dana Brooke và Mandy Rose                  | 4        | The Riott Squad (Liv Morgan và Ruby Riott) | Đòn kết liễu | 9:20      |
| 4           | The Riott Squad (Liv Morgan và Ruby Riott) | 3        | Natalya và Tamina                          | Đòn kết liễu | 14:15     |
| Chiến thắng | Natalya và Tamina                          | 5        | —                                          | —            | 14:15     |